# Die unglaubliche Reise in einem verrückten Raumschiff
Die unglaubliche Reise in einem verrückten Raumschiff (Originaltitel: Airplane II: The Sequel) ist eine US-amerikanische Filmkomödie aus dem Jahr 1982. Der Film, bei dem Ken Finkleman Regie führte und das Drehbuch schrieb, ist eine Parodie auf die Katastrophenfilme der 1980er Jahre und eine Fortsetzung (wenn auch von einem anderen Produktionsteam) des Films Die unglaubliche Reise in einem verrückten Flugzeug aus dem Jahr 1980.

## Handlung
Der Film beginnt mit einer beinahe alltäglichen Szenerie am Flughafen Houston der nahen Zukunft. Von dort aus soll ein Space Shuttle mit Passagieren zum Mond starten. Schwerbewaffnete Terroristen werden mit ihren Geiseln abgefertigt, an der Röntgenkontrolle die weiblichen Passagiere auf schöne Brüste geprüft und alte Damen ausgesondert, E.T. nutzt einen Münzfernsprecher, um nach Hause zu telefonieren, und ein Passagier kauft sich im Duty-free-Shop einige Magazine sowie eine Zeitbombe für die Reise. 
Auch die Flugingenieurin Elaine Dickinson bereitet sich mit ihrem Verlobten, Crewmitglied Simon Kurtz, auf den Start vor. Dabei trifft sie auf ihren ehemaligen Freund, den traumatisierten Air-Force-Veteranen Ted Striker, der als Testpilot der Raumfähre Mayflower I von Pfuschereien bei der Konstruktion wusste und deswegen durch eine Einweisung in eine Irrenanstalt mundtot gemacht werden sollte. Er konnte jedoch entkommen, will Elaine warnen und rät ihr vom Start ab. Sie nimmt seine Worte jedoch nicht ernst. Daraufhin besorgt Ted sich am Schwarzmarkt noch ein Ticket für den Flug.
Die Passagiere der Mayflower I wollen die erste kommerzielle Reise zur Mondbasis Alpha Beta unternehmen. Doch bei der Entwicklung wurde tatsächlich reichlich gespart, weshalb es schon kurz nach dem Start zu enormen Problemen kommt. Als die Piloten versuchen, den außer Kontrolle geratenen Bordcomputer abzuschalten, werden sie von dessen Sicherheitssystemen eliminiert, und eine Fehlfunktion des Computers steuert die Fähre zur Sonne. Elaine, die einzige Überlebende der Cockpit-Besatzung, bittet ihren alten Freund um Hilfe, und Ted übernimmt das Kommando über das Raumschiff.
Es gelingt ihm, den Bordcomputer mit der Zeitbombe eines Passagiers zu sprengen, und er steuert das Raumschiff mit Worp 0,5 von der Sonne weg. Mit der Hilfe seines ehemaligen Kameraden, Commander Buck Murdock, erreicht er die Mondbasis Alpha Beta und stoppt dort mit einer Bruchlandung das Raumschiff. Die Passagiere werden gerettet, er und Elaine können sich wieder über ein Happy End freuen.

## Veröffentlichungen
Der Film kam als Nachzieher des erfolgreichen Lachschlagers Die unglaubliche Reise in einem verrückten Flugzeug am 10. Dezember 1982 in die US-amerikanischen Kinos, wo er am Startwochenende 5,33 Millionen US-Dollar einspielte. Insgesamt betrug das Einspielergebnis in den USA 27,15 Millionen US-Dollar.
Am 22. April 1983 hatte der Film seine Kinopremiere in der BRD. Der Film erschien auf Video-CD (1994, Philips), auf VHS-Kassette (2001) und auf DVD (2003).

## Synchronisation
Für Buch und Dialogregie zeichnete Arne Elsholtz verantwortlich. Die Synchronisation entstand bei der Berliner Synchron.
| Rolle            | Schauspieler    | Sprecher              |
| ---------------- | --------------- | --------------------- |
| Ted Striker      | Robert Hays     | Randolf Kronberg      |
| Elaine Dickinson | Julie Hagerty   | Liane Rudolph         |
| Steven McCroskey | Lloyd Bridges   | Edgar Ott             |
| Simon Kurtz      | Chad Everett    | Christian Rode        |
| Cmdr. Murdock    | William Shatner | Gert Günther Hoffmann |
| Cpt. Oveur       | Peter Graves    | Heinz Petruo          |

## Trivia
Der Film spielt auf zahlreiche Science-Fiction-Serien und -Filme an: So ist im Film mehrmals die Titelmusik der Serie Kampfstern Galactica zu hören. Außerdem ist die USS Enterprise aus der Serie Raumschiff Enterprise zu sehen und der im Film mitspielende William Shatner, der in der Serie Captain Kirk spielte, erklärt, dass diese Zeiten für ihn vorbei seien. Das Raumschiff landet auf der Mondbasis Alpha Beta, die auf die Mondbasis Alpha verweist. Der Bordcomputer erinnert außerdem an HAL aus 2001: Odyssee im Weltraum. Ferner sieht man zu Beginn des Films im Flughafen-Terminal die Hände eines unbekannten Wesens mit langen Fingern, das am Hörer eines öffentlichen Münzfernsprechers zur Vermittlung den Satz Telefonieren nach Haus! spricht, was eine Parodie auf den phantastischen Film E.T. – Der Außerirdische ist, der wie Die unglaubliche Reise in einem verrückten Raumschiff im Jahre 1982 erschien.
Peter Graves, der die Hauptrolle in der Serie Kobra, übernehmen Sie spielte, versucht zur Titelmusik dieser Serie (Lalo Schifrin) den Bordcomputer zu deaktivieren.
Im Film spielt auch Kent McCord eine Nebenrolle. In der Szene, als das Raumschiff abhebt, sieht man ihn als Navigator im Cockpit. Dazu wird eine Musikeinlage aus „Galactica 1980“ gespielt, einem Ableger von Kampfstern Galactica. Im Ableger spielte McCord eine Hauptrolle (Captain Troy, erwachsener Boxey aus der Originalserie).

## Rezeption
„Regisseur Ken Finklemans Regiedebüt ist keinesfalls eine Fortsetzung des Kultfilms von Zucker-Abraham-Zucker, als denn ein eher müder Abklatsch von dessen brillanten und hochkomischen Gags. Selbst die Besetzung wurde zum großen Teil übernommen. Sehr albern, aber für Nonsens-Freunde durchaus unterhaltsam und mit vielen Anspielungen auf Hollywood und das Weiße Haus samt Präsident versehen.“

„Fazit: Galaktisches Gag-Feuerwerk im Weltall.“

„Fortsetzung der ‚unglaublichen Reise‘ mit einer Fülle von Gags, Geschmacksunsicherheiten und Albernheiten. Für Nonsens-Freunde vor allem unterhaltsam durch die Vielzahl von Anspielungen auf Hollywood und das Weiße Haus (samt Präsidenten) in Washington.“

„Weniger ein SF-Film als eine ätzende Komödie, die rein zufällig in einem Raumschiff spielt.“